# Досковидные корни

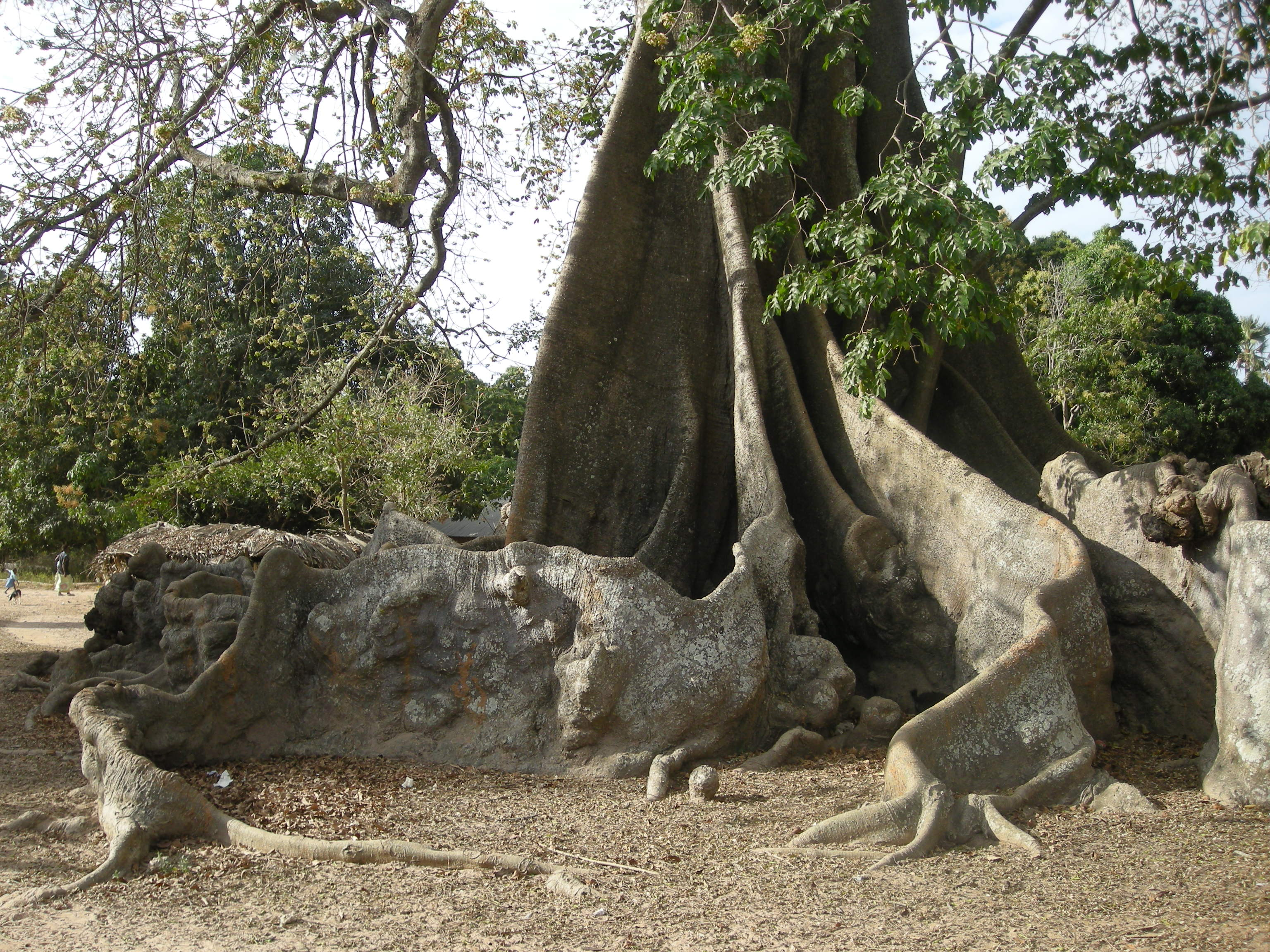
Досковидные корни (Ceiba sp.), Сенегал

Досковидные корни — разновидность ребристой закомелистости. Представляют собой боковые корни, проходящие у самой поверхности почвы или над ней, образующие треугольные вертикальные выросты, примыкающие к стволу. Характерны для крупных деревьев тропического дождевого леса.

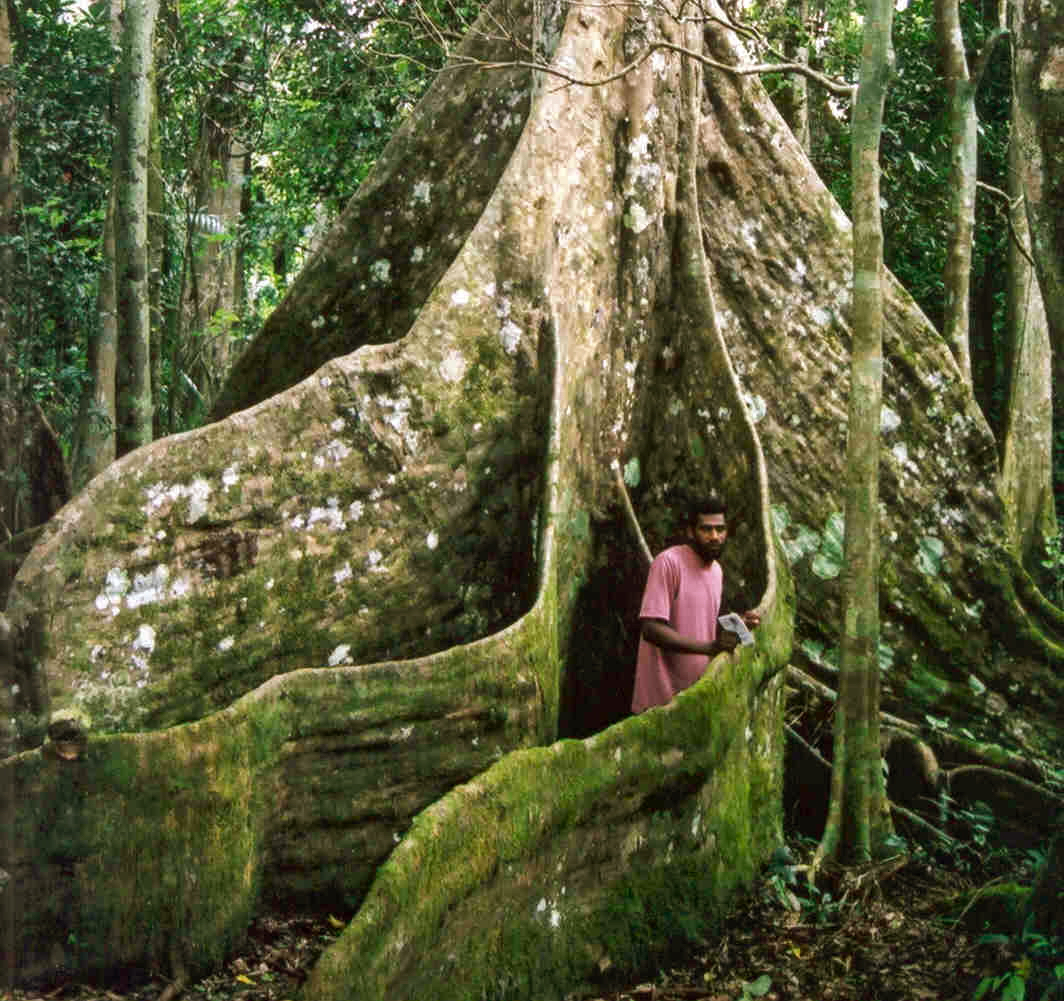
Dracontomelon vitiense с досковидными корнями (Вануату)

Вначале эти корни округлые в сечении, но спустя некоторое время на их верхних частях происходит сильный односторонний вторичный рост. Высота их в тропическом лесу нередко превышает человеческий рост. Иногда слабо выраженные досковидные корни встречаются и у некоторых деревьев умеренной зоны, например, у бука, вяза и тополя. В качестве порока древесины досковидные корни классифицируются как ребристая закомелистость.
В тропическом лесу встречаются образования промежуточного типа между ходульными и досковидными корнями, а в некоторых случаях у одного и того же растения могут быть и ходульные, и досковидные корни. Досковидные корни встречаются гораздо чаще, чем ходульные. У большинства деревьев с досковидными корнями нет стержневого корня и корневая система целиком состоит из поверхностных боковых корней с маленькими, растущими вниз ответвлениями. При этом наибольшая глубина проникновения корней в почву обычно не превышает 0,5 м.
Несмотря на существование ряда гипотез, удовлетворительного объяснения значения досковидных корней для деревьев тропического леса пока нет.